# Marianne Dahlmo
Marianne Dahlmo (Bodø, 6 gennaio 1965) è un'ex fondista norvegese.

## Biografia
In Coppa del Mondo ottenne il primo risultato di rilievo il 18 dicembre 1984 a Davos (12ª), il primo podio il 2 marzo 1985 a Lahti (3ª) e la prima vittoria il 15 febbraio 1986 a Oberstdorf.
In carriera prese parte a un'edizione dei Giochi olimpici invernali, Calgary 1988 (9ª nella 5 km, 8ª nella 20 km, 2ª nella staffetta), e a quattro dei Campionati mondiali, vincendo due medaglie.

## Palmarès

### Olimpiadi
- 1 medaglia:
  - 1 argento (staffetta[1] a Calgary 1988)

### Mondiali
- 2 medaglie:
  - 1 argento (staffetta[1] a Oberstdorf 1987)
  - 1 bronzo (staffetta[1] a Lahti 1989)

### Coppa del Mondo
- Miglior piazzamento in classifica generale: 2ª nel 1986
- 12 podi (tutti individuali[2])[3]:
  - 4 vittorie
  - 3 secondi posti
  - 5 terzi posti

#### Coppa del Mondo - vittorie
| Data             | Località            | Nazione        | Spec.    |
| ---------------- | ------------------- | -------------- | -------- |
| 15 febbraio 1986 | Oberstdorf          | Germania Ovest | 20 km TC |
| 10 dicembre 1986 | Ramsau am Dachstein | Austria        | 10 km TL |
| 13 dicembre 1987 | La Clusaz           | Francia        | 5 km TL  |
| 13 gennaio 1989  | Klingenthal         | Germania Est   | 10 km TC |

Legenda:

TL = tecnica libera

TC = tecnica classica